# 奥村秀人
奥村 秀人（おくむら しゅうと、1992年2月2日 - ）は、日本の俳優。東京都出身。スペースクラフト所属→フリー→ACALINO TOKYO所属。
趣味、特技は、バレーボール、サッカー、テニス、身体の柔軟、短距離走。

## 出演

### テレビドラマ
- 黒の女教師 第4話（2012年8月10日、TBS） - 溝口　役
- ガリレオ 第2話（2013年4月22日、フジテレビ） - 堀部浩介 役
- 遺品整理人谷崎藍子4〜身代わりの花〜（2014年1月20日、TBS・MBS）
- 昼顔〜平日午後3時の恋人たち〜（2014年7月17日 - 9月25日、フジテレビ） - 香川洋介 役
- 学校のカイダン（2015年1月10日 - 3月14日、日本テレビ） - 笠原草介 役
- 黒崎くんの言いなりになんてならない（2015年12月22日 - 23日、日本テレビ） - イジメ生徒 役
- 山本周五郎人情時代劇 第9話「しじみ河岸」（2016年2月2日、BSジャパン） - 卯之吉 役
- 不機嫌な果実（2016年4月29日 - 6月10日、テレビ朝日） - 古川徹 役
- さいはてれび 第1話「恋する心臓」（2017年5月24日、フジテレビ）- ゆーり 役 ※2017年2月13日よりフジテレビオンデマンドにて先行配信
- 山本周五郎時代劇 武士の魂 第5話「山茶花帖」（2017年6月6日、BSジャパン）- 田口丈之助 役
- 八月は夜のバッティングセンターで。第6話（2021年8月19日、テレビ東京） - 木澤太一郎 役
- 幸運なひと（2023年3月6日、NHK BSプレミアム / 4月4日・11日、NHK総合） - 金森 役
- あなたがしてくれなくても（2023年4月13日 - 、フジテレビ） - 木下啓太 役

### WEBムービー・ドラマ
- モンタージュ 三億円事件奇譚 スピンオフドラマ（2016年6月配信、フジテレビオンデマンド・ Amazonプライム）
- フジコ 眉ティント「好きです」 (2018年)

### 映画
- 人狼ゲーム クレイジーフォックス（2015年12月5日公開） - ジョー 役
- ハッピーメール（2018年8月25日 - 9月7日公開、パル企画）-アツシ 役
- クロガラス2 (2019年3月30日公開、エイベックス・ピクチャーズ)
- Wish You Were Here（2020年、 バンクーバーアジア映画祭上映作品） - 主演・Haru 役

### MV
- CODE-V「世界中が敵になってもきっと君を守りぬくから」（2012年）
- Haru.Robinson「愛が降る街」（2016年）
- とけた電球「覚えてないや」（2018年）
- YUMEGIWA GIRL FRIEND「アウトサイダー」（2019年）

### CM
- 大塚製薬 ポカリスウェット「ハンモック」(2012年)
- ニチバン ケアリーヴ「ケアリーファイヴ」 (2014年-2016年)
- コカ・コーラ スプライト「スプラッシュカート」(2014年)
- NTTドコモ「それぞれの旅立ち」(2014年)
- JAバンク「マジシャン先輩」(2015年)
- JR東日本アプリ「ポスターの人」（2016年-2018年)
- メルカリ（2018年-2019年）
  - 「古いゴルフクラブ」
  - 「年末大掃除」
  - 「スマホも!カー用品も!まずは出品!」
- 三井住友銀行「口座つくるなら、いま」(2018年)
- エスパル「くらす、満たす、エスパル。～カップル～」Web CM (2018年)
- エスビー食品 ゴールデンカレー「先輩と後輩」(2018年)
- エッポクケミカル shimitori　（2018年）
  - 「カフェ」
  - 「交差点」
- 大塚製薬 SOYJOY「#SOYlution」Web CM（2018年）
- ミツカン CUPCOOK「悩む女」Web CM（2019年）
- ウェブマネー（2019年-）
  - 「オムライス」
  - 「女神」
- ネスタリゾート神戸「大自然に飛び込もう」（2019年-）
- エスエス製薬ドリエル（2019年-）
- 味の素AGF「ちょっと贅沢な珈琲店®」スティック カフェラテ『カンだけに頼らない』篇（2023）

### 広告
- ダイハツ工業「エコマイスター」(2013年)
- Onimegane (2014年-2020年)